# فيليب مارتن (كاتب)
فيليب مارتن (بالإنجليزية: Philip Martin)‏ هو ناقد أدبي وكاتب وشاعر أسترالي، ولد في 28 مارس 1931 في ريتشموند ‏ في أستراليا، وتوفي في 18 أكتوبر 2005 في فيكتوريا في أستراليا.